# Domnița lacului (roman)
Domnița lacului (în poloneză Pani Jeziora) este al cincilea roman din seria Vrăjitorul (Vânătorul) de Andrzej Sapkowski și a șaptea carte a seriei. A apărut prima dată în 1999 la editura poloneză SuperNOWA.
Este o continuare a romanului Turnul rândunicii.

## Context
Amplasat într-o lume medievală pe o suprafață cunoscută sub numele de Continentul, seria se învârte în jurul „vrăjitorului”  Geralt din Rivia, vrăjitoarei Yennefer din Vengerberg și prințesei Ciri. „Vrăjitorii” sunt vânători de fiare care dezvoltă abilități supranaturale la o vârstă fragedă pentru a lupta cu fiarele și monștrii sălbatici.